# Оболонські
Оболо́нські — українська родина майстрів художнього ткацтва і килимарства, що жили і працювали в місті Кролевці (тепер Сумська область, Україна) у другій половині XVIII століття: Андріїха Оболонський та її сини Василь, Михайло, Григорій і Овсій.
Виготовляли квітчасті килими, ткані червоним по білому, рушники, тканини для оздоблення стін, вибійчані тканини з зображенням птахів і квітів і з геометричним орнаментом (ромби і прямокутники). 
Килим роботи майстрів з витканим підписом зберігається у Полтавському художньому музеї.